# Wutha
Wutha ist ein namensgebender Ortsteil der Gemeinde Wutha-Farnroda im Wartburgkreis in Thüringen.

## Lage
Die geographische Höhe des Ortes beträgt 240 m ü. NN, die Gemarkungsfläche beträgt 423 Hektar.

## Geschichte
Der Ersterwähnung Wuthas erfolgte 1349:
Im Jahre des Herrn 1349 erhielten Friedrich und Helmrecht von Farnroda und Ticzko, deren Oheim, die Burg Farnroda mit allen Zugehörigkeiten, ebenso das Dorf Wutha mit seinen Zugehörigkeiten, ebenso das Dorf Eichrodt; ... ebenso alle Güter in Witingervelt ...
Das weilerartige Dorf Wutha befand sich am Unterlauf des Erbstroms, der hier als Wutaha – in der Bedeutung wilder oder wütender Bach – bezeichnet wurde. Diese Eigenheit bezieht sich vermutlich auf die Hochwassergefahr nach der Schneeschmelze in den Bergen.
Die am ebenfalls genannten „Wutinger Feld“ befindlichen Höfe gehörten zum Grundbesitz Eisenacher Klöster, ihre Verwaltung übernahmen (weltliche) Vögte.
Die Entstehung Wuthas liegt noch im Dunkeln, der Ort lag zwar an der Via Regia, hatte aber bis in das 19. Jahrhundert nur geringe Bedeutung. Dies äußerte sich auch in dem Umstand, das die Einwohner, je nach Straßenzug nach Farnroda oder dem 4 km entfernten Großenlupnitz eingepfarrt waren. Die urkundlich erwähnten „Herren von Farnroda“ waren die Burgmannen der Wasserburg Farnroda. Die Burgruine – nur ein Turm blieb erhalten – befindet sich kaum zwei Kilometer südlich von Wutha. In den folgenden 200 Jahren wurden die Farnrodaer zu Amtleuten und Burgvögten von Schloss Tenneberg, oft wurden sie Schultheiße in verschiedenen, auch bedeutenden Orten im Nesse- und Hörselgebiet. Mit „Osana von Farnroda“, 1421–31 Äbtissin des einflussreichen Katharinenklosters in Eisenach und „Margarethe von Farnroda“ an gleichem Ort 1519–22 letzte Äbtissin dieses Klosters endet die Blütezeit des landadeligen Geschlechts. 1461 erwarben bereits die Burggrafen von Kirchberg die Herrschaft Farnroda, die Farnrodaer Ritter hatten ihre finanziellen Verpflichtungen nicht mehr erfüllen können und mussten auf ihre Stammlande verzichten.

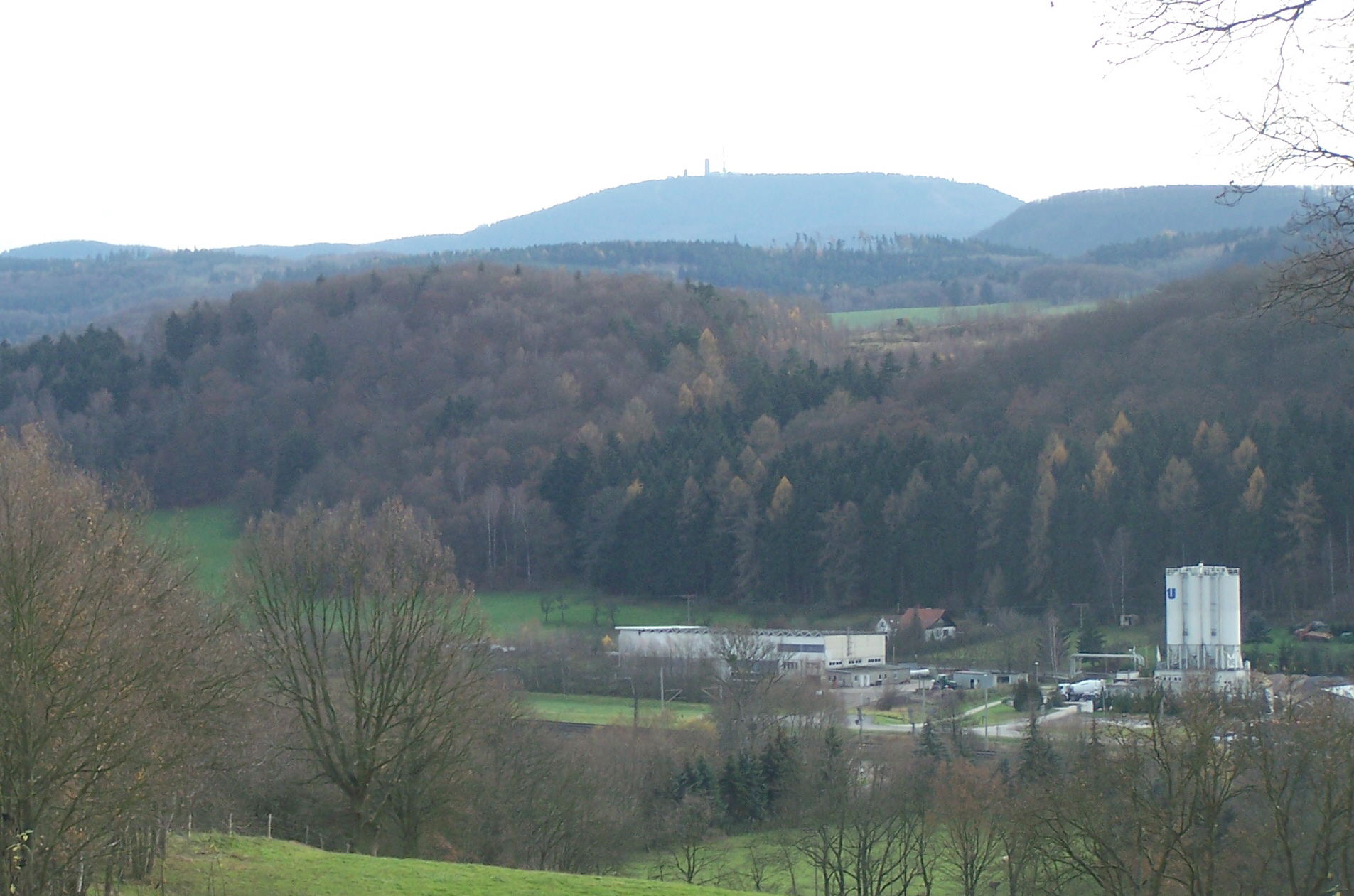
Blick auf den Rehhof, heute ein Gewerbegebiet am Ortsrand

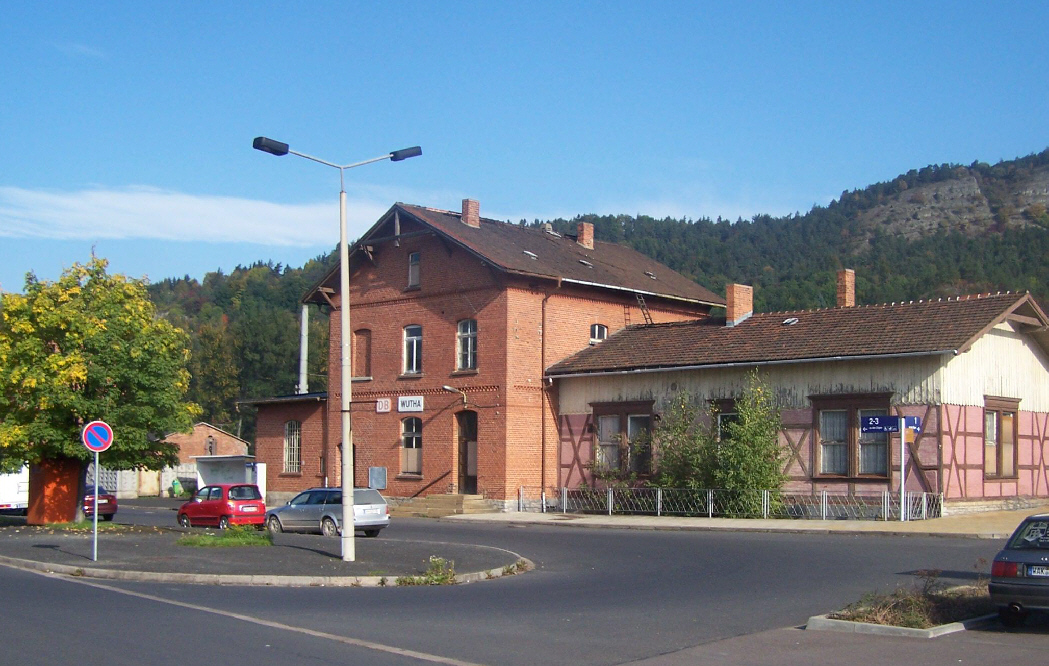
Am Bahnhof Wutha

Im Schatten der Farnrodaer hatten sich auch weitere Adelsfamilien im Erbstromtal niedergelassen.
1452 erhält ein Ritter „Hans von Wutha“ den Schunkenhof (damals noch in der Mosbacher Flur) übergeben. Von großer Bedeutung war der Rehhof an der Schönauer Flurgrenze. Dieses Gehöft war im Besitz des Nikolaiklosters und diente als Terminhof. Dort wurden mehrmals im Jahreslauf die landwirtschaftlichen Abgaben der umliegenden Orte eingezogen. Der Rehhof besaß bis in das beginnende 20. Jahrhundert eine eigene Flur, auch Rechte an der Hörsel und Landbesitz am nördlichen Rehberg.
Flurnamen erinnern an der steilen Südflanke des Kleinen Hörselberges an einstigen Weinanbau, der wohl bis in die Klosterzeit zurückreicht. Noch 1772 besaßen einige Wuthaer Bauern Weinstöcke und mussten auf den Ertrag eine Steuer zahlen. Erst im 19. Jahrhundert ersetzte der Obstwein den bisherigen Traubenwein.
Als Antriebsquelle für Mühlen trat der Erbstrom (bzw. Wutha-Bach) am Unterlauf erst spät in Erscheinung, es gab den mittelalterlichen Mühlenzwang, der vorschrieb, welche Mühle die Bauern zu benutzen hatten. Am Unterlauf des Mosbach (beim Schunkenhof) lag eine zu Mosbach gehörende Mühle, sie genügte wohl, um die Wuthaer Getreideerträge zu verarbeiten. Zeitweise war dort im 16. Jahrhundert ein Hammerwerk in Betrieb. Die Erträge aus dem Kupferbergbau vom Elsterberg bei Mosbach genügte aber nicht, um die aufwändige Bergbautechnik rentabel betreiben zu können. Der Betrieb wurde zu Gunsten der Schmelzhütten von Thal und Farnroda eingestellt.
Mit dem Aussterben der Kirchberger und Rückführung ihres Lehensrechtes an die Landesherrschaft konnten Verwaltungsreformen in der Herrschaft Farnroda eingeleitet werden, die eine Zusammenlegung der beiden Orte Wutha und Eichrodt begünstigten. Eichrodt und Wutha wurden dem Eisenacher Verwaltungsbezirk III zugeteilt.
Im Jahr 1826 wurde die Wuthaer Papiermühle in Betrieb genommen, sie befand sich im heutigen Werksgelände von Petkus Landmaschinenwerk Wutha am Erbstrom. Die Mühle blieb von den Häusern des Ortes Wutha getrennt. Das Mühlenanwesen wurde 1874 von einem Wuthaer Schmiedemeister erworben, er begründete ein Unternehmen für Landmaschinen (Firma Röber). Durch ständige Verbesserung und Erweiterung der Angebotspalette entstand ein modernes Industrieunternehmen. Nach dem Zweiten Weltkrieg wurde das in Wutha befindliche Firmengelände verstaatlicht.
Bereits 1859 erhielt Wutha einen Haltepunkt an der Bahnstrecke Halle–Bebra. Viele um den Bahnhof angesiedelte Kleinbetriebe und Unternehmen sind heute in Vergessenheit geraten, so gab es in Wutha auch einen Meisterbetrieb für Karussellbau, eine Konservenfabrik, ein Sägewerk und Tischlereien. Der Fleckentferner der Firma Nuth war ein über Jahrzehnte produzierter Artikel.
Im 19. Jahrhundert stieg die Einwohnerzahl rasch: 1820 wurden 6 Häuser mit 38 Einwohnern, 1840 wiederum 6 Häuser mit 47 Einwohnern, 1864 bereits 10 Häuser mit 74 Einwohnern und 1869 12 Häuser mit 67 Einwohnern gemeldet.
1911 wurde Wutha an das Stromnetz angeschlossen, Betreiber war ein Gothaer Unternehmen. Für die Ortsteile Wutha und Eichrodt wurde 1912 der Friedhof und eine Kapelle mit Aufbahrungsraum errichtet.
Nach dem Ende des Ersten Weltkrieges endete die großherzogliche Regierung mit der Fürstenabdankung. Die sich in den Thüringischen Teilstaaten oft widersprüchlich entwickelnden politischen Kräfte hatten den raschen Zerfall der politischen Ordnung zur Folge, gleichzeitig wurde versucht, die bestehenden Verwaltungsstrukturen neu auszurichten. Vor diesem Hintergrund muss die am 1. April 1919 vollzogene Gründung des Eisenacher Stadtkreises, die bis 1922 vollzogene Eingemeindung einiger Umlandgemeinden und die 1924 von der Landesverwaltung angeordnete Ausgemeindung dieser Orte gesehen werden.; hier wirkte der Wechsel von der linken zu einer rechten Landesregierung nach der Entmachtung der Landesregierung von August Frölich und der folgenden Thüringer Landtagswahl im Februar 1924 hinein. Als Folge dieser Korrektur der Verwaltungsreform entstand der neue Ort „Wutha/Thüringen“ mit den Ortsteilen Eichrodt und Wutha. Neben dem Bahnhof wurde seit Ende des 19. Jahrhunderts an der Weinbergstraße ein Kalksteinbruch erweitert und zum Wuthaer Kalkwerk ausgebaut. Die markante Felswand von über 20 m Höhe ist heute ein geologisches Naturdenkmal.
Am Kahlenberger Weg wurde 1936 ein Baulager für den Bau der Reichsautobahn eingerichtet. Von 1936 bis 1938 konnten von den in Wutha untergebrachten Arbeitern wesentliche Teile der Trasse der Reichsautobahnstrecke 80, heute Teil der Bundesautobahn 4, in der Wuthaer und Kahlenberger Flur vollendet werden. Der am Kirchtal geplante Autobahnknoten sollte mit einer Anbindung der geplanten Strecke 85 über Breitungen und Meiningen den Südthüringer und Nordbayrischen Raum erschließen. Erste Abschnitte der bereits im Bau befindlichen Trasse wurden noch vor Kriegsbeginn zwischen Barchfeld und Niederschmalkalden trassiert, auch bei Wutha wurden erste Bauwerksteile des geplanten Autobahndreiecks sowie der Kirchtalbrücke errichtet. Der Trassenabschnitt der späteren BAB 4 wurde im Bereich Karolinenbrücke Eisenach und im Kirchtal bei Wutha nicht mehr fertiggestellt, es wurden provisorische Umfahrungen eingerichtet, die zum Teil bis Anfang der 1980er Jahre in Betrieb blieben. Die Bauwerksteile zur Anbindung der Strecke 85 blieben unvollendet und wurden im Bereich des Kirchtals beim Ausbau der Autobahn 4 mit einem Damm überbaut.
Das Barackenlager Wutha bestand zu diesem Zweck bis zum Kriegsausbruch 1939. In den 1940er Jahren bis Kriegsende wurde das Lager für Zwangsarbeiter und Seuchenstation/Quarantänelager benutzt. Zahlreiche Tote wurden auf dem Begräbnisplatz „In den Erlengräben“ verscharrt. Das Hörselbergmuseum in Schönau widmete dem Autobahnbau und dem Barackenlager Wutha 2011 eine Sonderausstellung.
Am 7. April 1945 wurde Wutha von US-amerikanischen Truppen besetzt, die später von sowjetischen Besatzungstruppen abgelöst wurden. Nach dem Zweiten Weltkrieg wurde Wutha zum Industriedorf entwickelt. Östlich vom Bahnhof wurden Lagerplätze geschaffen: Ein Holzverladeterminal des Staatlichen Forstbetriebes Eisenach und Silos und Hallen für landwirtschaftliche Düngemittel des Agrochemischen Zentrums Wutha waren die bedeutendsten Anlieger. Mit dem Bau des Wohngebietes Wutha-Mölmen wurde 1984 begonnen. In diesem Zusammenhang wurde am Ortsrand, Richtung Schönau, noch ein Braunkohleheizwerk mit Gleisanschluss zur Fernwärmeversorgung und ein Betonwerk errichtet. Die 1987 vollzogene Zusammenschließung von Wutha und Farnroda und der Wohnsiedlung Mölmen machte den neuen Ort zur größten Landgemeinde im Bezirk Erfurt.

## Sehenswürdigkeiten
- Die markante Felswand gegenüber dem Bahnhof Wutha liegt am Aufstieg zum Kleinen Hörselberg und entstand als Steinbruchgelände des ehemaligen Kalkwerkes in Wutha. Das Gelände ist als geologischer Aufschluss bekannt.
- Touristische Bedeutung besitzt der Kleine Hörselberg. Über den Kammweg – auch Bestandteil des Ökumenischen Pilgerweges durch Thüringen – gelangt man in östlicher Richtung nach Sättelstädt und Gotha, in westlicher Richtung nach Eisenach.
- Der Bahnhof Wutha ist ein Haltepunkt an der Bahnstrecke Halle–Bebra. Er war auch Ausgangspunkt der Rühler Bimmel – der ehemaligen Bahnstrecke Wutha–Ruhla. An diese stillgelegte Bahnlinie erinnert eine kleine Schauanlage in der Eisenacher Straße.
- Der mit vielen Rhododendren bepflanzte Park um das Rathaus von Wutha-Farnroda entstand um das Jahr 1900 als Teil der Fabrikantenvilla der Firma Röber.